# Eria bhutanica
Eria bhutanica là một loài thực vật có hoa trong họ Lan. Loài này được Bajrach. & K.K.Shrestha mô tả khoa học đầu tiên năm 2003.